# 劇団 Stage SS Zakkadan
劇団 Stage SS Zakkadan（ステージエスエスザッカダン）は、兵庫県神戸市中央区新港町の港近くの会館「神戸ポートオアシス」内に本拠を置く関西の劇団。
地域活性化（地域おこし）+文化発信を得意とするユニークな劇団。

## 概要
1987年新大阪にて「エアポケットプロモーション」を経営していた仲風見（なかふうけん）を中心に、座長の秋朔海（しゅうさくみ）らと共に結成した劇団。雑貨店のように色々なキャラクターの役者が揃う劇団という意味を込めて「劇団SS雑貨団」と命名。以降、1998年4月、兵庫県の阪急塚口駅前にスタジオシュガータウンをオープン。塚口駅北側の活性化と南西の小劇場のスタジオ発信（オリジナル発信）基地として様々な劇団の発信場所としても貢献。1999年4月劇団 Stage SS Zakkadanに改名。
2005年9月、大阪の空き倉庫を利用し、「中津芸術文化村ピエロハーバー」を設立。劇団事務所を中津に移動。劇団がカフェを運営し、カフェステージや稽古場そしてイベント発信(スタジオシュガータウン)をも行う新しいスタイルを確立し、月5000人の来場者を確保。各種メディアに取り上げられた。また月10回の「歌・踊り・コント」の「ディス・イズ・ショウタイム」を運営し、和製オフ・オフブロードウェイを展開。
国道176号線立ち退き問題により2014年12月、本拠地を大阪府吹田市江坂町に移し「えさか芸術文化館ピエロハーバー」を立ち上げた。

## 劇団のカラー
地域おこし、交流、ハートマネージメント、教育、文化をテーマに、新劇でもなく小劇場でもなく第3世代や第4世代、ニューウェイブ演劇でもない、かって芝居が庶民のものであった時代の「ドサ回り」と言われた演劇、つまり観客と役者が一体となって初めて芝居が成立するような演劇の原点に立ち、独自に開発した基礎訓練（歩行/遊動身/ポーディング）を積み重ねることにより役者の力量を上げることに専念しZakkadan風（新劇ドサ/軽演劇/雑貨店としての演劇）というような演劇スタイルを確立している。
- 舞台公演
- ショウタイム
- 各種映像
- 動画

## 所在地
- 兵庫県神戸市中央区新港町5-2　神戸ポートオアシス

## 主な上演
- 旗揚げ公演　「浪華の夜の夢のまた夢」(1988年)
- 尼崎市主催公演　「駆け込み訴え」(1992年)
- 尼崎市主催公演　「天照す」(1993年)
- 尼崎市立武庫公民館こけら落し(1993年)
- 尼崎市教育委員会主催児童劇ﾌｪｽﾃｨﾊﾞﾙ　「スズ虫とカマキリの知恵くらべ」(1994年)
- 尼崎市教育委員会主催児童劇　「タンポポのうた」(1994年)
- 尼崎市主催　尼崎市演劇祭公演　「レッドブルー・夢を紡ぐ時」(1995年)
- 一歩会　尼崎市民企画運営講座主催　朗読劇　「ほらぐま学校を卒業した3人」(1997年)
- Naka Culture World主催公演　「KING LEAR 流砂の果てに」(2001年)
- あつあつ一座2001年秋公演　「大阪ズロースやんけ」(2001年)
- Naka Culture World公演　スターダストリリーⅡ　「劇的」(2003年)
- 公演　「花巻一之丞一座　春爛漫　花盛り　歌盛り公演」(2004年)
- 中津芸術文化村ピエロハーバーオープニング公演(2004年)

その他、中高視聴覚教室関西一円を回る。現在でも年間約10本の公演を行っている。